# Voedselsysteem
Een voedselsysteem of voedselketen in economische context verwijst naar alle activiteiten die betrokken zijn bij de productie, distributie en consumptie van voedselproducten. Praktisch gezien omvat het alle activiteiten die nodig zijn voor het brengen van voedsel van het land naar de consument.